# Vampirisme clinique
 Mise en garde médicale
Le vampirisme clinique est un comportement observé de manière rare et qui consiste en l'ingestion de sang humain, le sien propre (auto-vampirisme) ou celui d'autrui. Sa définition exacte reste discutée.

## Description
La rareté avec laquelle ce comportement est observé rend difficile et aléatoire toute conclusion quant à sa signification selon André Bourguignon. Cependant, la rareté alléguée généralement n'est peut-être pas certaine dans la mesure où seuls les « cas spectaculaires » sont publiés.  Par exemple, le vampirisme ne serait pas si rare lors de relations ou agressions sexuelles avec morsures. En 2016, il n'existe pas d'estimation de sa fréquence, ni de consensus sur sa définition exacte.
La plupart du temps, cependant, les auteurs soulignent que ce comportement est associé à une fascination pour le sang, des tendances sadiques, nécrophiles, et cannibales. On le retrouverait le plus souvent au cours des psychoses, notamment de la schizophrénie, ainsi qu'au cours des psychopathies, des paraphilies et pathomimies. Ainsi, il est vraisemblable que la signification que vient prendre ce comportement soit différente selon qu'il s'agit d'auto-vampirisme ou de vampirisme, et selon la pathologie associée : dans la paraphilie, ce serait un support d'excitation sexuelle ; dans la psychose ces actes seraient pris dans un réseau d'idées délirantes.

## Quelques exemples
Les cas décrits dans la littérature scientifique sont rares. De la fin du XIXe siècle à 2016, moins de 70 cas de « vampirisme cliniquement significatif » ont été publiés dans le monde.
- Halévy a décrit le cas d'un patient qui consultait de manière répétée pour une anémie et qui s'est révélé pratiquer l'auto-vampirisme[4].
- Jensen a rapporté en 2002 un cas d'auto-vampirisme chez une patiente de 35 ans, atteinte de schizophrénie et pour laquelle ce comportement faisait partie d'un rituel délirant de purification[5].
- Une autre équipe a rapporté une série de trois cas[6].

En 1984, Prins propose une classification des cas en 4 catégories :
1. Vampirisme complet : avec nécrophilie, nécrosadisme (mutilation de cadavres) et ingestion de sang.
2. Nécrophilie et nécrosadisme sans ingestion de sang.
3. Vampirisme sans nécrophilie (ingestion de sang d'une autre personne vivante).
4. Les auto-vampirismes : ingestion de son propre sang après un saignement accidentel, ingestion après saignement auto-provoqué dans ce but, et « autohémofétichisme » plaisir à la vue de son propre sang dans une seringue chez l'usager de drogue injectable.

## Syndrome de Renfield (Noll, 1992)

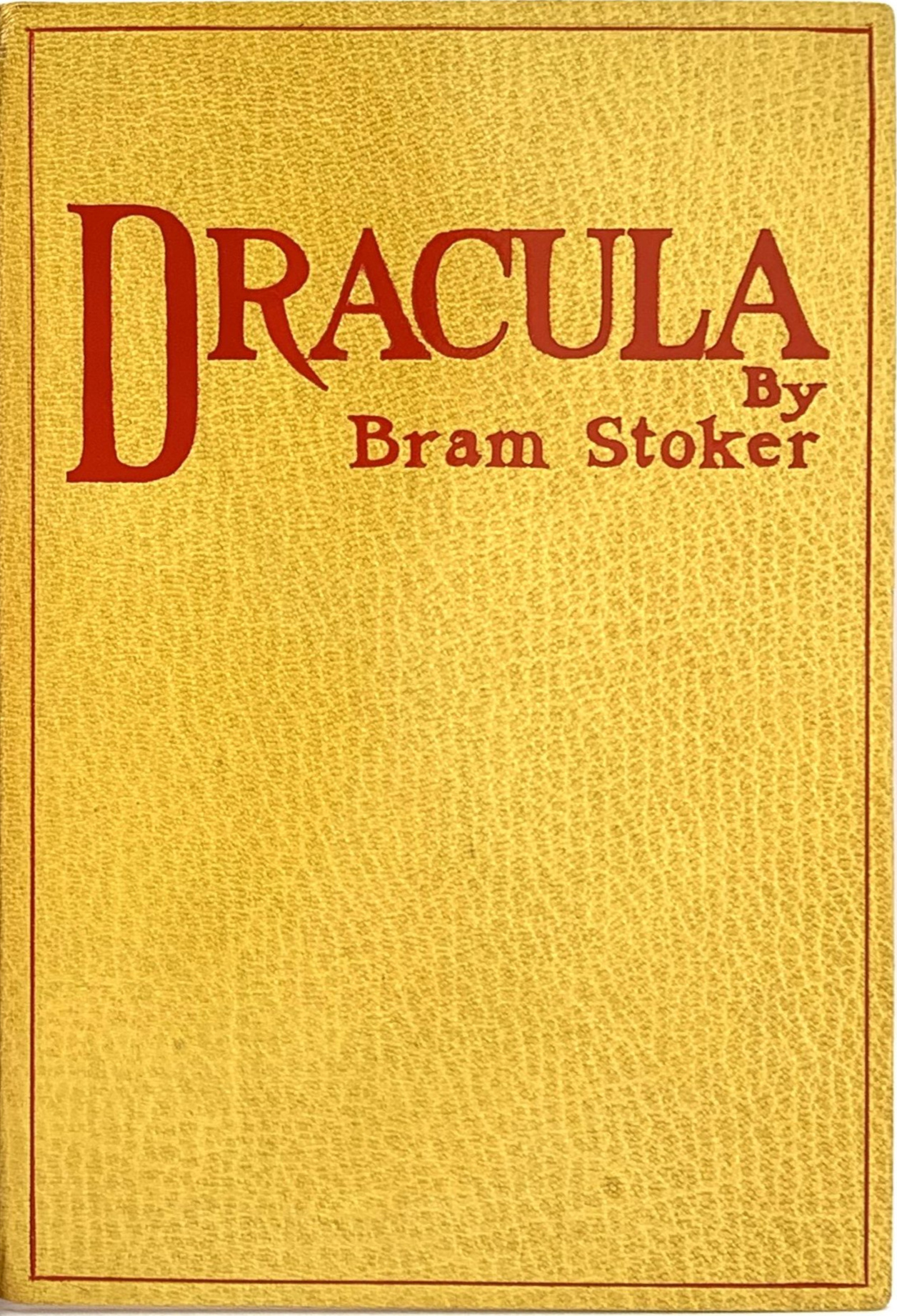
La première édition du Dracula de Bram Stoker en 1897.

En 1992, le psychologue et auteur américain Richard Noll, proposa dans un livre de renommer ce syndrome de fétichisme sanguin et sexuel en syndrome de Renfield en l'honneur du personnage présent dans le Dracula de Bram Stoker qui présentait les mêmes signes et symptômes classiques de ce désordre. Dans le roman, Renfield consomme effectivement des animaux vivants, dans l'espoir de se remplir de leur énergie vitale.
D'après Noll, la grande majorité des patients sont des hommes, et la maladie évolue en quatre stades :
1. Le premier stade survient généralement durant l'enfance. À la suite d'un incident mineur avec blessure(s), l'enfant découvre qu'il peut être excitant de boire du sang, le sien.
2. Cela peut mener au second stade qui est l’auto-vampirisme. C'est le plaisir qu'éprouve un individu à boire son propre sang.
3. Il y a aussi le troisième stade qu'on appelle la zoophagie. Il s'agit de la consommation d'animaux vivants pour boire leur sang. Les vampires zoophagiques recherchent particulièrement les animaux de compagnie tel le chat et le chien.
4. Le stade le plus avancé est le vampirisme clinique où l'on boit le sang d'autres humains. Certaines personnes qui ont atteint ce stade s'introduisent dans les hôpitaux pour voler le sang entreposé dans les banques de sang. Ce phénomène pourrait être impliqué chez plusieurs meurtriers en série.

Depuis, ce terme a été repris avec succès dans la contre-culture gothique.

## Syndrome associé à un Syndrome de Lasthénie de Ferjol
Le docteur Pierrick Hordé cite un cas (véridique) de vampirisme clinique survenu chez une infirmière de service pédiatrique, souffrant du Syndrome de Lasthénie de Ferjol. Les diagnostics s'avéraient constamment faussés, orientant les médecins vers une anémie majeure. C'est lors d'une intrusion fortuite d'une infirmière dans la chambre qu'il fut découvert que la patiente volait des anticoagulants à chacune de ses prises de poste, qu'elle pratiquait ses propres phlébotomies et buvait ensuite son sang préalablement récupéré. Le docteur y mentionne une recherche de bénéfice affectif trouvé dans la sollicitude des équipes soignantes.

## Limites du vampirisme clinique
Selon Stéphane Desbrosses,  l'appellation « syndrome de Renfield » entraine une confusion classique entre un syndrome (ensemble de signes cliniques, dont le vampirisme clinique dans les formes graves) et un signe pathognomonique (ici l'ingestion de sang -vampirisme clinique- qui peut exister en dehors du syndrome de Renfield, par exemple, dans des cas de psychose délirante). Le cas du personnage Renfield dans Dracula pourrait d'ailleurs être un exemple d'une telle psychose.
Le vampirisme clinique ferait partie des syndromes psychiatriques liés à la culture ou aux croyances du sujet, inversement des cas historiques de vampirisme ont pu être interprétés comme des maladies (psychiatriques ou non) à l'origine même du mythe, comme la porphyrie congénitale.  Il en serait de même pour la lycanthropie clinique, la maladie des loups-garous,.

## Usage métaphorique du terme en psychologie
Certains auteurs en psychologie utilisent le terme vampirisme dans un sens métaphorique pour désigner les processus de manipulation utilisés par les agresseurs sexuels pour assujettir leurs proies.